# Saga (stad)
Saga (japanska: 佐賀市?, Saga-shi) är residensstad i Saga prefektur, Japan. Den ingår i Fukuokas storstadsområde.

## Historia
Efter en turbulent period av omvandlingar av prefekturer under Meijiperioden bildades Saga prefektur 1883 och sedan dessa har prefekturens residens varit i Saga. 1 april 1889 blev Saga stad och sedan dess har stadens område växt genom att en mängd kringliggande köpingar och byar har slagits samman med Saga. Saga ligger låglänt och har i historisk tid till stor del legat under vatten. Flera platser i Saga har namn som minner om att de tidigare varit öar såsom Oshima, Hirashima och Aikejima.
Saga har sedan 2014 status som speciell stad (japanska: 特例市?, Tokureishi) enligt lagen om lokalt självstyre.